# 大六天 (飯能市)

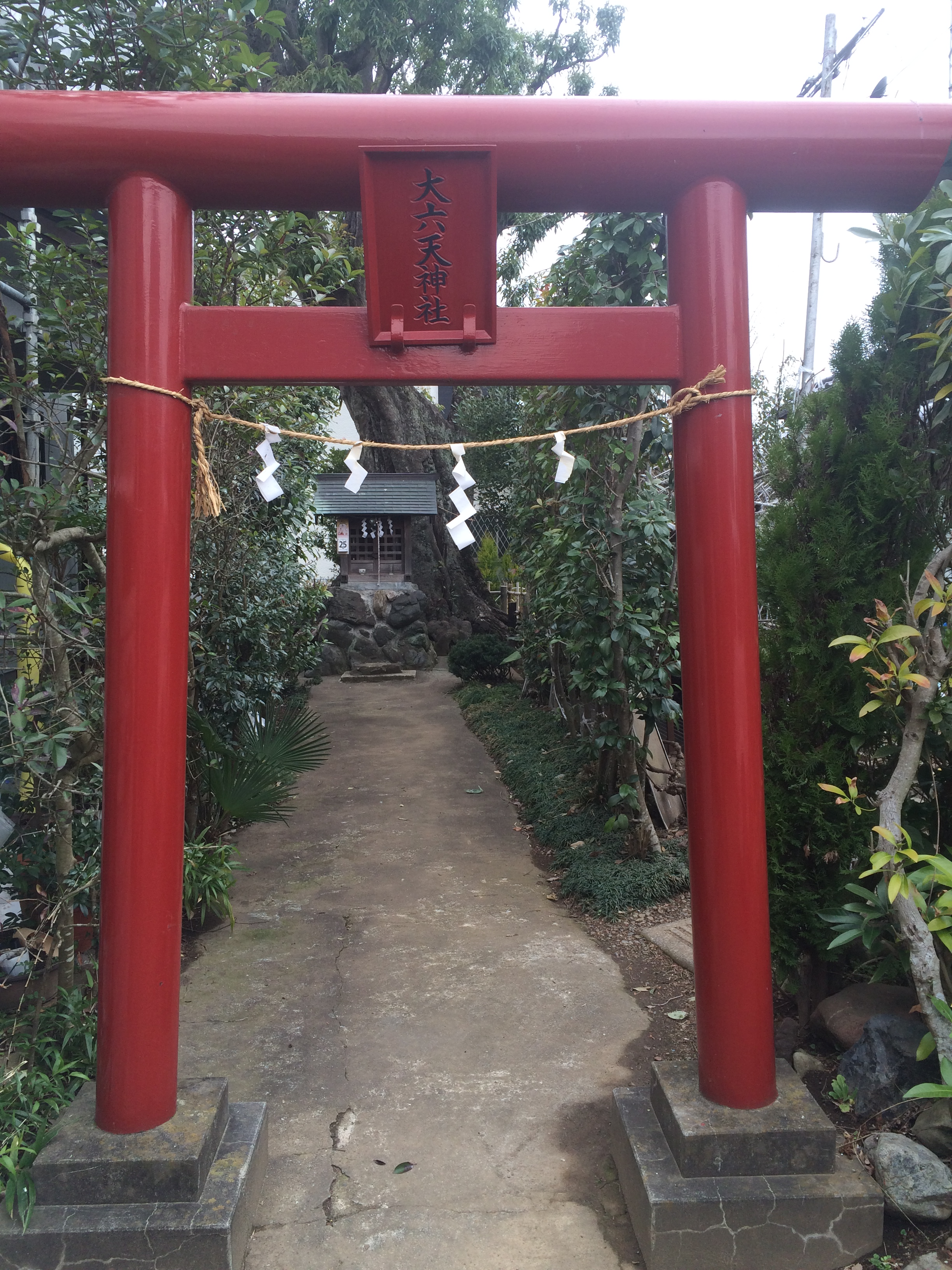
当社の鳥居

大六天（だいろくてん）は、埼玉県飯能市飯能にある小祠。宗教法人ではない。西側に市指定文化財（史跡）「本郷大六天青石塔婆と樫樹」がある。

## 由緒
創建年不明。第六天（大六天）は、神道では面足命・惶根命（オモダル・アヤカシコネ）、仏教では他化自在天（第六天魔王）と呼ばれている。この神を民間に広めるのに修験道が関与したこと、修験根拠地の笹井観音堂や越生山本坊に近いことから、鎌倉から室町時代に創建されたと推測される。江戸時代中期に広まった民間信仰であるとも言われる。周囲の地名は小字大六天となっており、当社が信仰されてきたことが推測される。社殿は昭和になってから建て替えられた。
当社には「向かい天狗の絵馬」があり、岩井宏實（民俗学者・帝塚山大学名誉教授）の著書に掲載されている。

## 本郷大六天青石塔婆と樫樹
当社の裏にある大樹と板石塔婆は「本郷大六天青石塔婆と樫樹」として市指定文化財（史跡）に指定されている。1959年（昭和34年）12月1日指定。大樹は白樫（シラカシ）で、樹幹は落雷によるものと思われる大きな裂け目ができて空洞化している（ただし、現在も葉を茂らせており生存している）。この白樫の根元に2基の板石塔婆が食い込んでいる。磨滅しているため造立年は不明だが、碑や梵字の形式から鎌倉時代のものと推測される。

### 「伝 畠山重忠の墓」
この板石塔婆は元久2年（1205年）に武州二俣川（現・神奈川県横浜市旭区二俣川）で敗れた畠山重忠の墓であるという伝説がある。伝承によると、重忠の遺骸を家臣が車で秩父に運んでいる途中、当時この付近にあった「飯能の車返しの坂」で動かなくなり、重忠の霊がそうさせていると察してこの地に葬ったと言われている。さらに、この光景を見た当地の人々は重忠が鎌倉にいた頃を懐かしんでここから振り返ったのだろうと思い巡らせ、この坂を「見返り坂」と名付けたという。
ただし、史実では重忠が二俣川で敗れた後、遺骸はそのまま同地に葬られたとされており、墓所についても重忠生誕の地である旧武蔵国男衾郡畠山郷（現・埼玉県深谷市畠山、「畠山重忠公史跡公園」内）に所在している。

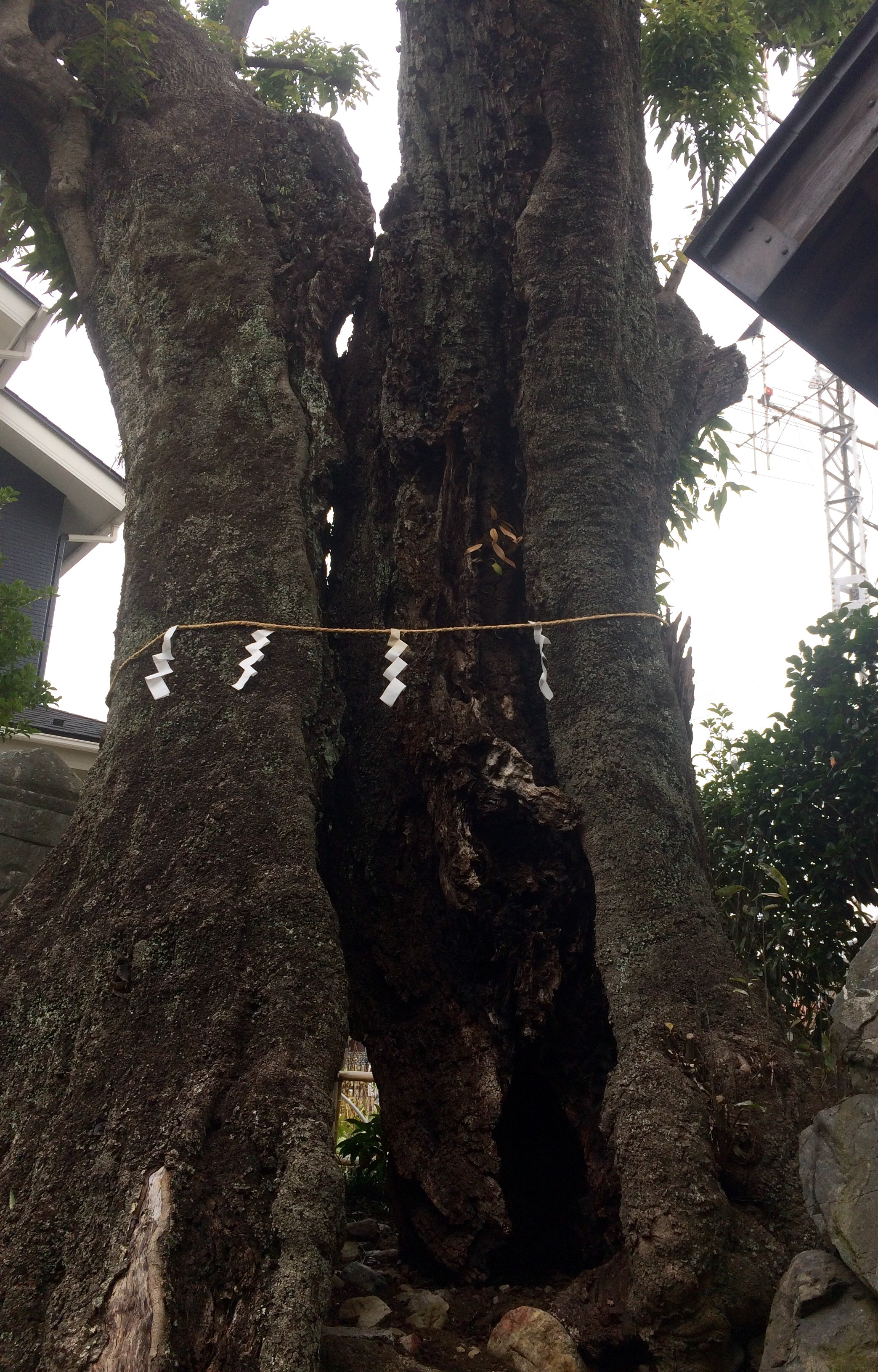
縦に裂け空洞化した白樫の大樹
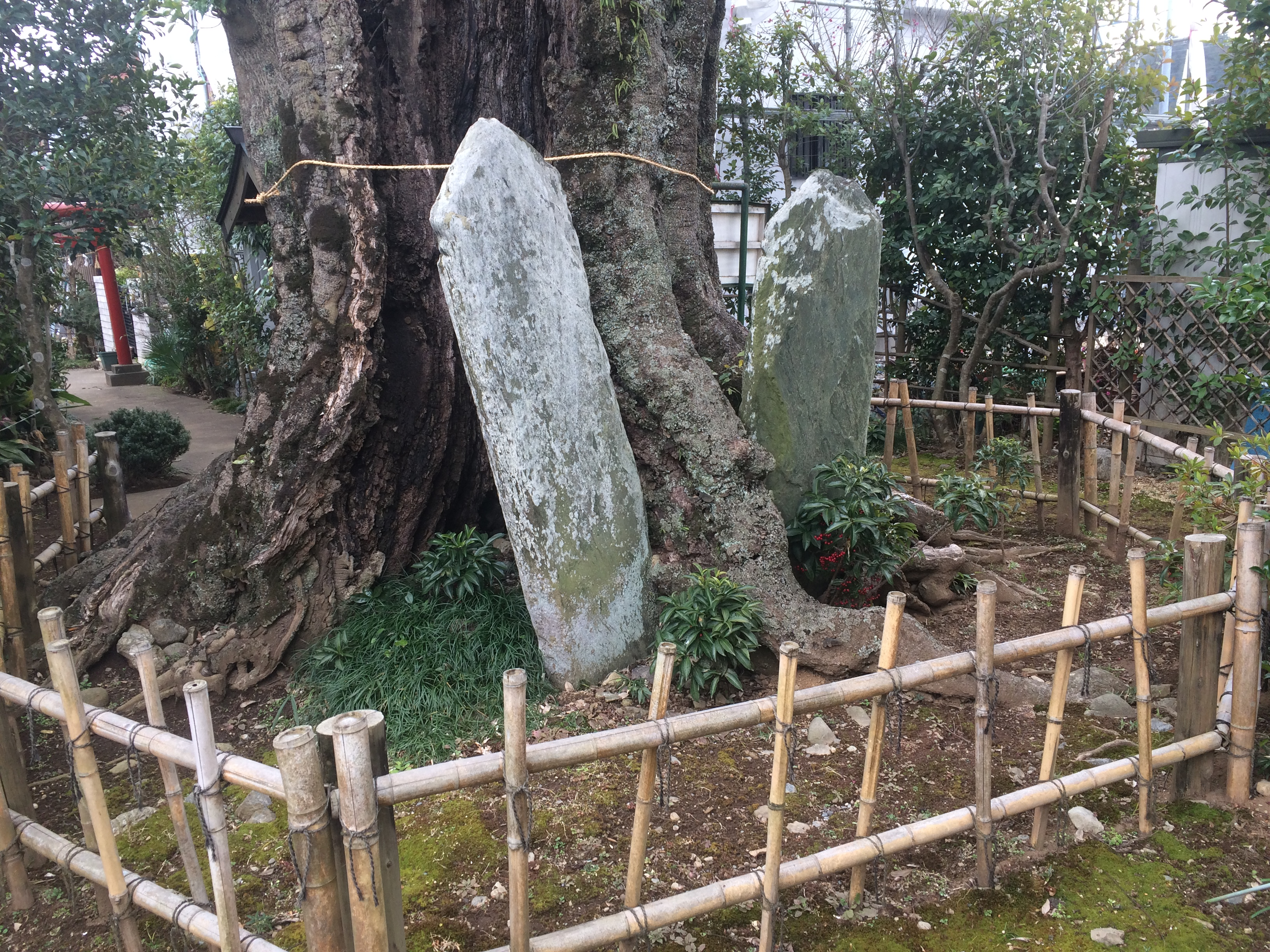
根元に食い込んだ2基の板石塔婆
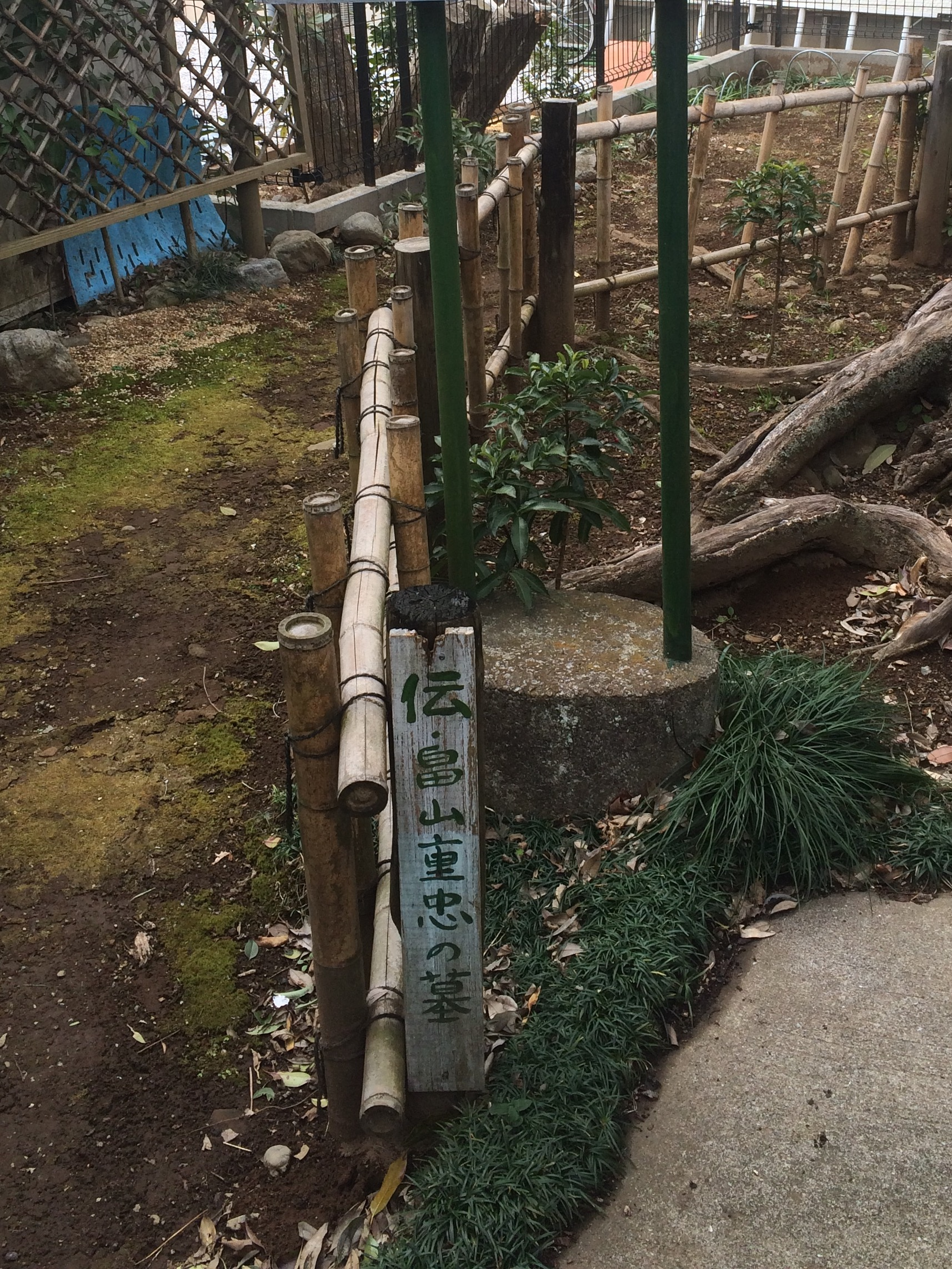
「伝 畠山重忠の墓」と記された木札

### 所在地・交通
埼玉県飯能市大字飯能320番1号（飯能市立飯能西中学校校庭南側、県道下名栗線北側）
- 西武鉄道池袋線「飯能駅」より徒歩約20分
- 同駅より国際興業バスに乗車、「岩根橋」バス停下車（徒歩約3分）